# Anne Treisman
Pour les articles homonymes, voir Treisman.
Anne Treisman, née Anne Marie Taylor le 27 février 1935 à Wakefield, en Angleterre, est une psychologue britannique.
Ses travaux portent en particulier sur l'étude de l'attention et de la perception, domaine des sciences cognitives. Ses travaux ont un retentissement important en psychologie expérimentale, mais aussi dans la recherche sur la vision, les neurosciences et l'intelligence artificielle

## Biographie

### Jeunesse
Anne Taylor naît le 27 février 1935 à Wakefield, dans le Yorkshire, de Suzanne Touren, Française, et Percy Taylor, Anglais. Sa famille maternelle compte de nombreux professeurs de physique, et sa mère, étudiante à la Sorbonne, avait rencontré son futur mari lors d'un séjour linguistique en Angleterre. Ce dernier avait étudié la politique, la philosophie et l'économie à Oxford, avant d'être nommé administrateur en milieu scolaire à Wakefield, puis dans le Kent. Outre Anne, la famille compte également sa jeune sœur Janet. Durant la Seconde Guerre mondiale, la famille, à l'exception du père, est mise en sécurité en Écosse ; mais rapidement, Suzanne et ses deux filles choisissent de retourner chez elles malgré le danger.
Dès sa jeunesse, Anne est intéressée par les sciences ; toutefois son père, qui craint pour elle un manque de bases littéraires, la pousse initialement plutôt vers une spécialisation littéraire au lycée. Par la suite, elle craint, vu cette spécialisation et l'établissement qu'elle fréquente, de ne pouvoir réussir les concours d'entrée d'Oxbridge, mais son père l'y encourage et elle entre à Cambridge, où elle s'oriente vers une licence en langues modernes et médiévales. Par la suite, elle obtient une bourse de recherche pour préparer un doctorat en littérature française ; elle refuse cette orientation et obtient, malgré quelques difficultés initiales, que la bourse lui permette une mise à niveau en psychologie. Elle poursuit dans cette voie, sous la direction de Richard Gregory, et soutient sa thèse à Oxford en 1962 sur le sujet Selective Attention and Speech Perception (« Attention sélective et perception de la parole »),.

### Carrière
Dès 1963 est proposé à Anne un poste au Conseil de la recherche médicale à Oxford, qu'elle accepte.

### Vie privée
Anne Taylor épouse son condisciple Michel Treisman en 1960 à 1976. De ce mariage naissent quatre enfants, Jessica en 1963, Daniel en 1964, Stephen en  1968 et Deborah en 1970. En 1976, le couple divorce.
Anne Treisman se remarie en 1978 avec Daniel Kahneman et déménage à l'Université de la Colombie-Britannique. À la suite d'un incendie ayant détruit leur quartier en octobre 1991, les deux scientifiques acceptent chacun un poste à l'université de Princeton, postes qu'ils conservent durant les dix-sept années suivantes.

### Travaux

#### Sur l'attention auditive
Les premiers travaux d'Anne Treisman, en 1962, portent sur la manière dont l'attention peut filtrer les données reçues. La théorie prédominant à cette époque postulait que le filtrage était indifférent au message. Les travaux d'Anne Treisman, fondés sur un paradigme d'écoute sélective montrent que ce mécanisme tend à être sélectif, ne laissant que les informations jugées pertinentes atteindre la conscience. Par ailleurs, à l'intérieur de la théorie du filtre, elle montre que le filtrage n'est pas « tout ou rien », mais que le message qui n'est pas choisi est seulement atténué par le récepteur. En effet, le message verbal a besoin, pour éveiller l'attention, d'activer un certain seuil d'unités lexicales propres au sujet.
La démonstration de cette sélectivité s'est faite notamment grâce à une expérience impliquant des sujets portant deux écouteurs et ayant reçu pour consigne de n'écouter que les informations émanant de l'un des deux. Les messages entrant dans l'oreille censée être attentive étaient effectivement compris et mémorisés ; ceux entrant dans l'autre oreille étaient filtrés ; la mémorisation ne se faisait pas, la langue du message n'était parfois même pas identifiée ; mais des informations importantes étaient remarquées, notamment la mention de son nom, un son inhabituel ou un changement de hauteur de la voix,.
Dès cette première publication, elle démontre que, contrairement à une hypothèse de base de la théorie du filtre, le message perçu dans l'oreille inattentive est, au moins dans une certaine mesure, analysé par le sujet comme étant de la parole. Sa démonstration est effectuée grâce à des passages du roman Lord Jim de Joseph Conrad qu'elle avait elle-même enregistrés. À certains moments, généralement à un point de forte redondance, elle fait passer le message d'une oreille à l'autre. Un nombre important de sujets suivent le message dans l'oreille incorrecte avant de revenir à l'oreille désignée ; et la plupart d'entre eux ne sont même pas conscients de cette erreur de transition. L'expérience montre donc que la continuité de la signification peut brièvement surmonter l'effet de la sélection du canal dans la détermination de la réponse de filature du sujet.

#### Sur la perception visuelle
Un autre cycle des travaux d'Anne Treisman, au cours des années 1970, portent sur la perception visuelle et en particulier sur l'intégration des caractéristiques et la liaison. Randolph Blake (en) lui suggère de travailler sur la stéréopsie. Ses travaux montrent que, d'une part, les caractéristiques visuelles telles que la forme, la couleur et le mouvement, sont traitées par différents sous-systèmes du cerveau, mais que, nonobstant ce constat, l'être humain perçoit les objets à caractéristiques multiples comme des ensembles intégrés. Sa conclusion est que le cerveau transforme les différentes perceptions en un projecteur d'attention se déplaçant en série dans les représentations de l'espace dans le cerveau. Les recherches d'Anne Treisman la poussent à définir la théorie de l'intégration des caractéristiques.

### Décès
Anne Treisman meurt le 9 février 2018, certaines sources plus rares évoquant le 10,,.

## Influence
L'influence des recherches et des publications d'Anne Treisman est importante en psychologie expérimentale, mais également dans la recherche sur la vision, les neurosciences et l'intelligence artificielle. Les théories fondamentales qu'elle proposent son à l'origine des nombreuses expériences dans son domaine et plus largement.

## Récompenses et distinctions
Anne Treisman est élue à la Royal Society en 1989, à l'Académie nationale des sciences en 1994, à Académie américaine des arts et des sciences en 1995 et à la Société américaine de philosophie en 2005. Elle a en outre reçu des diplômes honorifiques de l'Université de la Colombie-Britannique en 2004 et de l'University College de Londres en 2006, ainsi que la Warren medal de la Society of Experimental Psychologists (en) en 1990 et le Grawemeyer Award en psychologie en 2009.
En 2011, pour l'ensemble de ses travaux, Anne Treisman reçoit la National Medal of Science des mains de Barack Obama.